# Акнашенское поселение
Акнашенское поселение (поселение Акнашен; англ. Settlement of Aknashen) —  неолитическое поселение, располагающееся в Араратской долине Армении.              

## Описание
Исследования этого поселения начались в 1998 году, затем процесс был приостановлен и возобновлён только в 2004 году.
В ходе раскопок было выявлено огромное количество информации, свидетельствующей о том, что на территории Араратской долины находилось озеро, образовавшееся после извержения вулкана, в результате которого русло реки Аракс покрылось лавовыми отложениями.
В дальнейшем уровень воды в озере постепенно понижался, и в первой половине VI в. до н. э. на этой территории было основано первое неолитическое поселение, известное на территории Араратской долины.
Были найдены орудия из кости и обсидиана, которые были добыты на хребте Гегамской горы. Также заслуживают внимания найденные при раскопках украшения: заколки, фрагменты цепей, костяные ложки. Поселение было заброшено в середине VI тысячелетия до н. э. .